# Gare de Bogny-sur-Meuse
La gare de Bogny-sur-Meuse (anciennement gare de Braux-Levrezy) est une gare ferroviaire française de la ligne de Soissons à Givet, située sur le territoire de la commune de Bogny-sur-Meuse, dans le département des Ardennes en région Grand Est.
C'est une halte voyageurs de la Société nationale des chemins de fer français (SNCF), desservie par des trains TER Grand Est.

## Situation ferroviaire
Établie à 145 mètres d'altitude, la gare de Bogny-sur-Meuse est située au point kilométrique (PK) 158,049 de la ligne de Soissons à Givet, entre les gares de Joigny-sur-Meuse et Monthermé.
Elle dépend de la région ferroviaire de Reims. Elle dispose de deux voies principales (V1 et V2) et de deux quais d'une « longueur continue maximale » (longueur utile) de 242 m pour le quai 1 de la voie V1 et de 200 m pour le quai 2 de la voie V2.

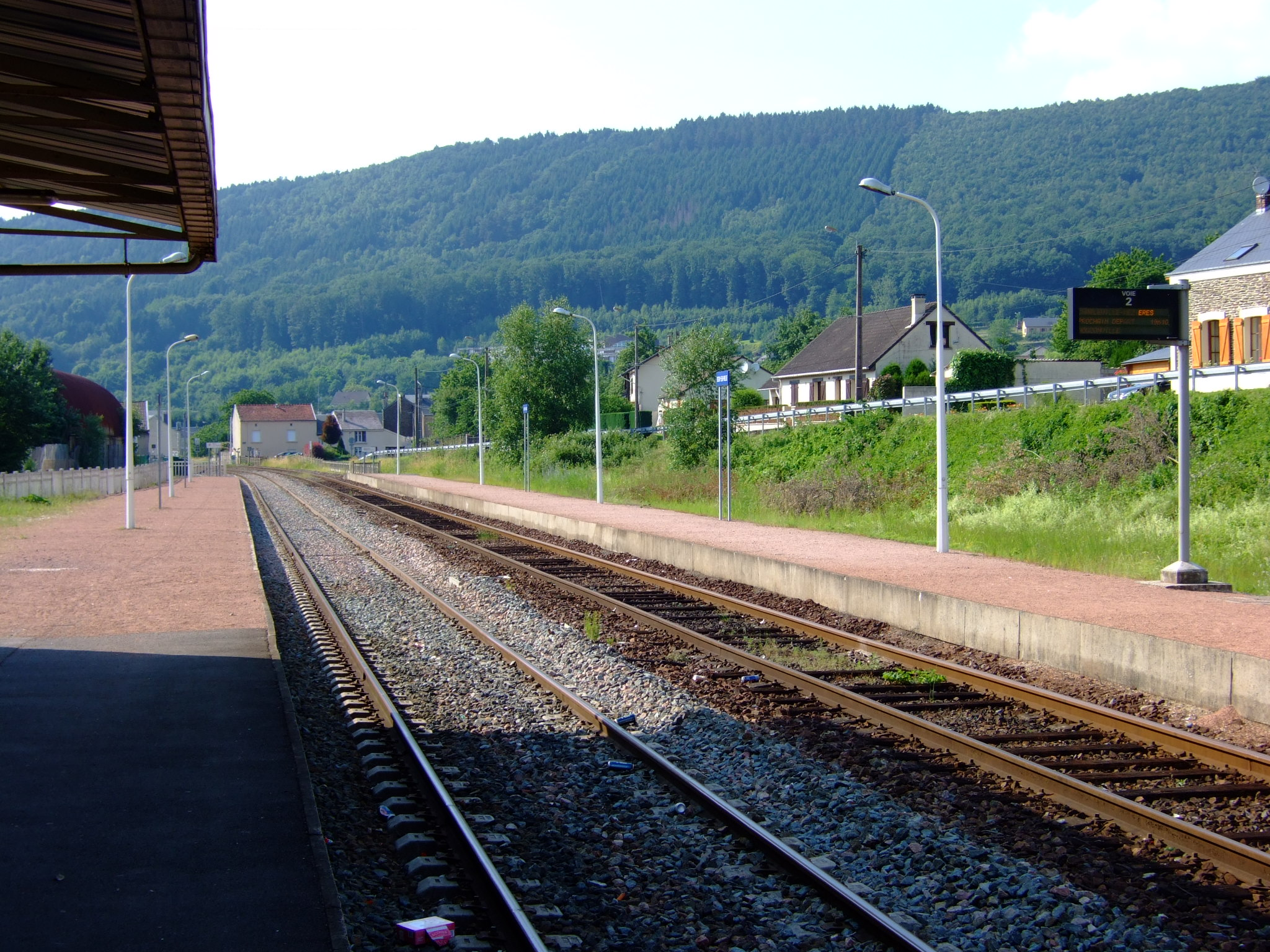
La ligne et les quais en direction de Monthermé

## Histoire
À l'origine, la gare s'appelle Braux-Levrezy, elle prend le nom de Bogny-sur-Meuse en 1969.

Elle est inaugurée le 16 avril 1862 par la Compagnie des chemins de fer des Ardennes lors de la mise en service de la section de Nouzonville à Givet de la ligne de Soissons à Givet.

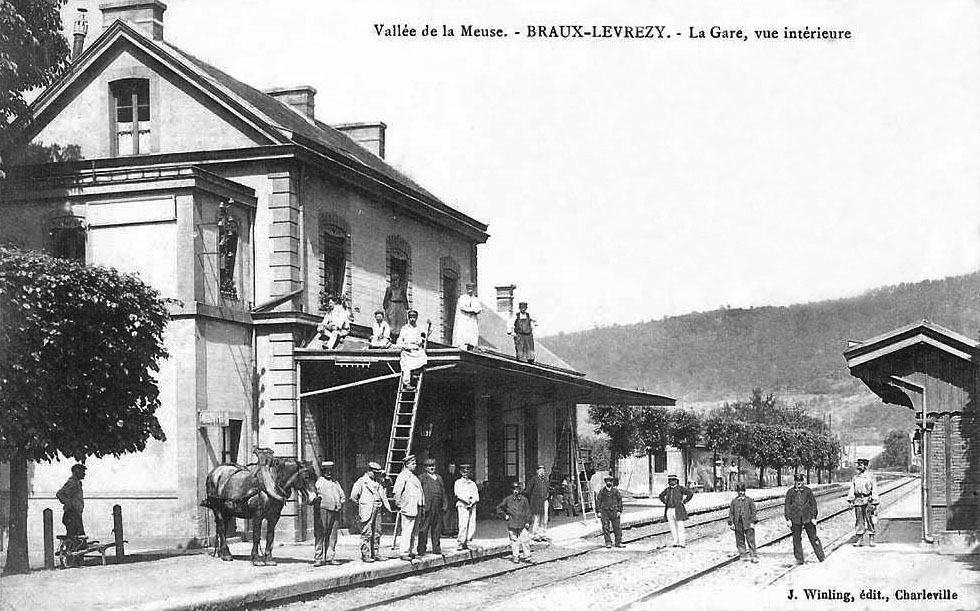
La gare vers 1900.

Le bâtiment voyageurs date de l'ouverture de la ligne, il est notamment identique à ceux des gares de Monthermé et Deville.
Il s'agit d'un bâtiment standard de la Compagnie des Ardennes qui comporte un corps de logis à étage de trois travées sous toiture à deux versants ainsi que deux ailes asymétriques. La première est une courte aile à toit plat à étage, plus étroite que le reste du bâtiment ; la seconde, sans étage, servait de salle d'attente et comporte trois travées sous un toit à deux versants.
Tous les percements recourent à l'arc bombé ; la façade est recouverte d'enduit et comporte des pilastres, bandeaux et encadrements en pierre de taille.
Il s'agissait vraisemblablement d'un bâtiment symétrique lors de sa construction : il possédait deux minuscules ailes à toit plat comme la gare de Deville avant la construction de l'aile de trois travées.

## Fréquentation
Selon les estimations de la SNCF, la fréquentation annuelle de la gare figure dans le tableau ci-dessous.
| Année     | 2015   | 2016   | 2017   | 2018   | 2019   | 2020   | 2021   | 2022   | 2023   | 2024   |
| --------- | ------ | ------ | ------ | ------ | ------ | ------ | ------ | ------ | ------ | ------ |
| Voyageurs | 73 728 | 68 443 | 68 922 | 64 059 | 65 702 | 66 622 | 73 125 | 79 860 | 86 934 | 82 139 |

## Service des voyageurs

### Accueil

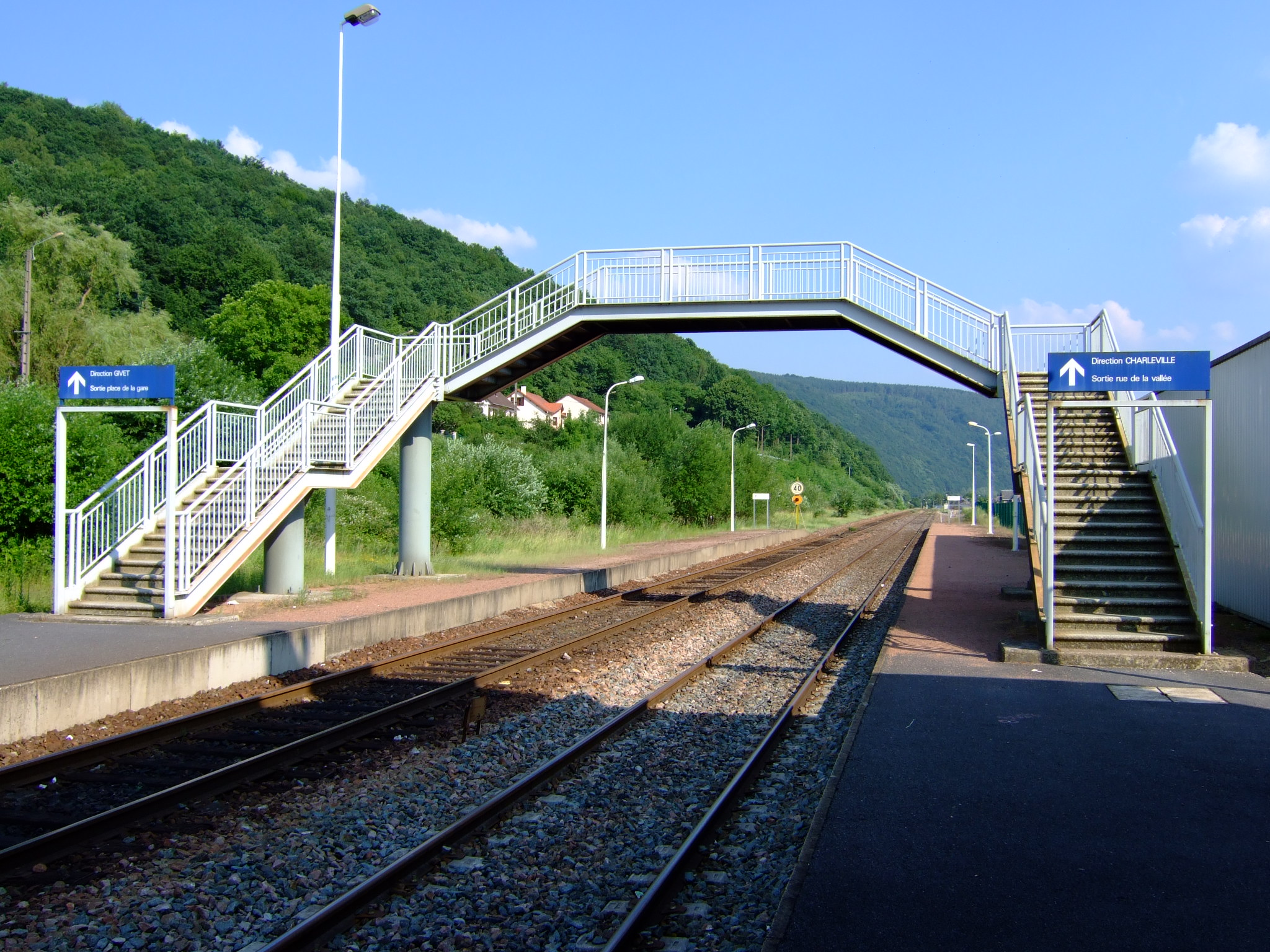
La passerelle, les voies et les quais en direction de Charleville.

Halte SNCF, c'est un point d'arrêt non géré (PANG) en accès libre. il y a un abri sur chaque quai et des indicateurs d'horaires.
Une passerelle permet le passage d'un quai à l'autre. 

### Desserte
Bogny-sur-Meuse est desservie par des trains TER Grand Est qui circulent entre les gares de Charleville-Mézières et Givet, via Revin.

### Intermodalité
Un parc pour les vélos et un parking pour les véhicules sont aménagés.

## Dans la littérature
Dans le récit souriant d'une épopée touristique au long de Sambre et Meuse recueilli dans Chemins d'eau, Jean Rolin s'extasie devant la succession des gares qui ponctuent son trajet de Givet à Charleville-Mézières (pour lui, chacune « pourrait être celle où débarque le narrateur d'Un balcon en forêt ») et spécialement des panneaux invitant à prendre garde au train croiseur, où il choisit de lire « sans doute une allusion, pour les enfants, à quelque moloch du premier âge industriel ».